# 哈痞樂隊
哈痞樂隊，是香港一支流行音樂樂隊，由黃子華、陳嘉健、陳學明及徐協倫組成。

## 樂隊成員
- 黃子華（Dayo，主唱）：歌影視三棲藝人、棟篤笑演員。 大學畢業後回港當幕後， 於1990年將「Stand up Comedy」在港發揚光大，並當電影編劇及演員，至今已拍過數十部電影、進軍電視圈後，電視劇「男親女愛」將子華事業推上新高峰、曾推出三隻個人廣東唱片《關老三》、《我有小小強》及《Experience》。

- 陳嘉健（Tommy，吉他手）：畢業於美國著名流行音樂學院 Musicians Institute (G.I.T.) 證書、1997年奪得 Cash 流行曲創作大賽冠軍、曾參與制作本地多位歌手唱片、音樂教室 Ultimate Music Institue (umi) 創辦人及導師。

- 陳學明（小明，貝斯手）：Scaffold 樂隊貝斯手、葉世榮Wing's Band貝斯手、曾參演灣仔劇團舞台劇《pipin》、當演唱會伴奏以及為香港演藝學院畢業匯演伴奏、umi bass 導師及kina music bass 導師、常參與本地廣告錄音制作。

- 徐協倫（Lawrence，鼓手）：2000年奪得Yamaha 全港公開樂隊比賽Band Alert 最佳鼓手、2001年奪得Yamaha 全港公開樂隊比賽Asian Beat 最佳鼓手、曾參與本地樂隊演出及錄音。 香港音樂家協會敲擊樂導師，考獲倫敦聖三一學院爵士鼓演奏級證書。

## 唱片
- 2005年：《哈痞》

## 外部連結
- 哈痞樂隊